# Lost Planet (serie)
The Lost Planet è una serie di videogiochi creata nel 2006 da Capcom. La serie si compone tre videogiochi, Lost Planet: Extreme Condition, Lost Planet 2 e Lost Planet 3, a cui si aggiunge lo spin-off E.X. Troopers. L'ultimo gioco della serie, Lost Planet 3 (2013) è sviluppato da parte di Spark Unlimited, invece che da Capcom.

## Capitoli
La serie è composta da:
- Lost Planet: Extreme Condition (2006) - PlayStation 3, Xbox 360, Microsoft Windows
- Lost Planet 2 (2010) - PlayStation 3, Xbox 360, Microsoft Windows
- E.X. Troopers (2012) - PlayStation 3, Nintendo 3DS
- Lost Planet 3 (2013) - PlayStation 3, Xbox 360, Microsoft Windows